# Villard-d'Héry
Villard-d'Héry es una comuna francesa situada en el departamento de Saboya, en la región de Auvernia-Ródano-Alpes.

## Demografía
| 127 | 143 | 140 | 129 | 160 | 186 | 218 | 257 |
| Para los censos de 1962 a 1999 la población legal corresponde a la población sin duplicidades (Fuente: INSEE [Consultar]) |     |     |     |     |     |     |     |